# Pittsburgh Steelers
|  | Denne artikel eller sektion om sport er forældet eller ikke opdateret. Se artiklens diskussionsside eller historik. |

Pittsburgh Steelers er et amerikansk fodboldhold, der spiller i NFL. Holdet har base i Pittsburgh, Pennsylvania og hjemmebane på Heinz Field. Holdet vandt Super Bowl i 1974, 1975, 1978, 1979, 2005 og 2009. Er dermed det første og indtil 2018 eneste hold, der har vundet seks Super Bowls; I 2018 vandt New England Patriots deres sjette. 
Blandt klubbens største stjerner kan nævnes QB Ben Roethlisberger, WR Antonio Brown, RB Le'Veon Bell, WR Juju Smith-Schuster, ILB Lawrence Timmons og TE Heath Miller.